# Gabriel Arout
Gabriel Arout  (28 de enero de 1909 - 12 de febrero de 1982) fue un escritor, autor dramático y traductor de nacionalidad francesa, aunque de origen ruso.

## Biografía
Nacido en Nor-Nakhitchevan, Rusia, su verdadero nombre era Gabriel  Aroutcheff. Testigo de la guerra y de la revolución rusa, llegó con su familia a Francia por el Mediterráneo en 1921. En 1930 obtuvo su licenciatura en letras por la La Sorbona. En sus inicios fue atraído por la novela, aunque después decidió dedicarse al teatro. Su primera pieza, Orphée ou la Peur des miracles, fue escrita en 1935. Su segunda obra, Pauline ou l'écume de la mer (1948), supuso un gran éxito, siendo interpretada por Pierre Fresnay. A la misma siguieron otras piezas como Gog et Magog, Cet animal étrange, Deux fois deux font cinq y Des pommes pour Ève.
Mediada la década de 1950, Gabriel Arout hizo varias incursiones en el mundo del cine. Así, trabajó en los diálogos del film Les Hussards (1955), de Alex Joffé, en el cual Bourvil hizo uno de sus principales papeles. También fue coautor de la adaptación de Sois belle et tais-toi (1958), de Marc Allegret, y de los diálogos de La muerte en el jardín (1956), de Luis Buñuel. 
Gabriel Arout, un amante de la cultura, estuvo particularmente apasionado por el legado de los grandes dramaturgos griegos. Como autor teatral creó más de veinte piezas, trabajando en las mismas directores como Pierre Dux, Michel Vitold, Claude Regy o Georges Vitaly, , e intérpretes de la talla de François Périer, Jean Piat, Denise Gence, Jean Rochefort o Louis Velle.
En 1978 Gabriel Arout recibió el gran premio de la Sociedad de Autores y Compositores Dramáticos, y en 1981 el gran premio teatral de la Academia Francesa. 
Gabriel Arout también tradujo diversas obras rusas en colaboración con su hermano, el traductor Georges Arout (1911-1970), entre ellas la novela El idiota, de Fiódor Dostoyevski (en 1946) y la pieza La Tragédie optimiste de Vsevolod Vichnevski (en 1951).
Sú última obra teatral, Oui, finalizaba con un largo monólogo testamentario. Arout falleció en 1982.

## Obra literaria
Adaptaciones
- Crime et Châtiment (1962)
- Du Rire aux larmes
- Kean
- L'Idiot (1946)
- La Corde (1953)
- La Passion d'Anna Karénine (1965)

Teatro
- 1955 : Appelez-moi Maître ou Tamara, escenografía de Jacques Charon, Teatro des Ambassadeurs
- Ese animal extraño (1964, a partir de nouvelles de Antón Chéjov)
- Des Pommes pour Ève (1969)
- Deux fois deux font cinq ou Guillaume le Confident ou Mon Ami Guillaume (1951 - 1961)
- Dressage en férocité
- Entre Chien et Loup (1955)
- Gog et Magog, de Roger MacDougall y Ted Allan, traducción, escenografía de François Périer, Teatro de la Michodière, 1959
- La Cage (1954)
- La Dame de Trèfle (1952)
- Laure et les Jacques ou Ève et les Hommes (1962)
- Le Bal du lieutenant Helt (1948)
- Le Banc (1953)
- Le Bel Assassinat (1968)
- Le Nœud gordien (1939)
- Le Président Wilson (1958)
- Les Alpinistes (1960)
- Mademoiselle Fanny (1956)
- Maupassant chez Flaubert (1950)
- Mirages ou D'Amour et de théâtre (1964)
- Orphée ou la peur des miracles (1935)
- Oui (1971)
- Pauline ou L'Écume de la Mer (1943)
- Une Valise à la main ou C'est un vagabond (1951)

Traducciones
- Anna Lucasta
- El idiota, de Fiódor Dostoyevski (1946, trad. con Georges Arout)
- Boris Godounov (1961)
- L'Accusation (1967)
- La Mort est dans ton cœur
- La Poupée
- La Tragédie optimiste, de Vsevolod Vichnevski (1951, trad. con Georges Arout)
- Le Monde est dans ton cœur
- Mozart et Salieri (1941)
- Slag (1971)
- Un sabor a miel, de Shelagh Delaney, adaptación de Gabriel Arout y Françoise Mallet-Jorris, escenografía de Marguerite Jamois, Teatro des Mathurins, 1960

## Actor
- 1949 : Pauline ou L'Écume de la mer, de Gabriel Arout, Teatro des Célestins
- 1975 : Les Brigades du Tigre, episodio La couronne du tasr, de Victor Vicas

## Premios
- Premio de la Société des auteurs et compositeurs dramatiques de 1978.
- Gran Premio de Teatro de la Academia Francesa de 1981.